# ロバート・H・プリュイン
ロバート・H・プリュイン（プルーイン、プライン、英語: Robert Hewson Pruyn [praɪn]、1815年2月14日 - 1882年2月26日）はアメリカ合衆国の法律家、軍人、外交官（駐日アメリカ合衆国弁理公使）、政治家である。

## 生涯

### 政治家、軍人としての経歴
プリュイン家はニューヨークにおける最も古くまた最も尊敬されているオランダ系の一家であり、プリュインが生まれた時点で、すでに200年以上オールバニに居住していた。プリュインは1833年にラトガース大学を卒業し、1836年には修士号を取得した。その後、オールバニで法律家としての修行を開始した。また州の民兵としても活動し、1841年には軍の法務総監に任命され、その職を1846年まで勤め、また1851年にも同職についた。
ウィリアム・スワードの政治仲間であり親しい友人でもあったため、1848年から1852年まで、さらに1854年にはニューヨーク州下院のオールバニ地区選出のホイッグ党代議士を務めた。1850年1月30日、下院議長のノーブル・S・エルダーキンが妻の病気の看病のため辞職すると、プリュインが議長に選出された。また、1854年にも議長に選出されている。1855年、マイロン・H・クラーク州知事は、ジョン・ワッツ・ド・ペイスターに代わりプリュインをニューヨーク州軍の州兵長官に任命した。また、民兵組織においては准将の地位を得た。。

### 駐日米国公使としての活動
1861年、国務長官となっていたスワードの個人的な要請に基づき、エイブラハム・リンカーン大統領はプリュインを第2代の駐日米国公使に任命した。プリュインはこのとき経済的に困窮していたこともあり、高給であるうえに有利な為替で大きな利益が上げられることを前任のタウンゼント・ハリスから聞いており、この職を受け入れた。
1862年5月17日（文久2年4月19日）にプリュインは将軍徳川家茂に謁見し、リンカーン大統領の信任状を提出した。
前任者のタウンゼント・ハリスと同様、当初は欧州諸国とは異なる独自外交を行った。生麦事件後、イギリス・フランスが武力を背景に幕府と交渉を行ったが、プリュインはこれに対して批判的であった。しかし、その砲艦外交が効果をあげるのを見たこと、さらに自国の軍用帆船ワイオミングが日本に派遣されてきたことから、徐々に英仏との協調路線に転換していく。アメリカにとって、プリュインの日本における最大の功績は下関戦争後の交渉であった。下関海峡で米国商船が砲撃されたことを知ると、プルインはワイオミングに報復攻撃を命じたが、これは日本に対する西欧諸国の最初の攻撃であった。四国艦隊下関砲撃事件の際、アメリカは適切な蒸気軍艦を日本近海に有していなかったため、蒸気商船タ・キアンをチャーターし、武装させて攻撃に参加させた。江戸幕府との交渉はアメリカにとって極めて成功であったと認識されている。
なお、軍艦発注では問題を起こしている。1862年9月22日（8月29日）、老中板倉勝静と水野忠精がプリュインに軍艦の発注を相談した。幕府は先任のハリスにフリゲートとコルベットをそれぞれ一隻発注していたが、南北戦争の勃発で実現していなかった。プリュインは大型艦よりは小型艦を多数持つ方が良いと回答した。10月14日（閏8月21日）、最終的にコルベット2隻、ガンボート1隻と、蒸気機関駆動の砲身中ぐり盤がアメリカに発注された。1864年6月、富士山丸が完成したが、下関戦争の勃発によりリンカーン大統領は富士山丸の出航を差し止め、その他の軍艦の製造も中止された。結局、富士山丸が日本に到着したのは1866年1月23日（慶応元年12月7日）であった。プリュインはこの軍艦の製造業者として身内を使った疑惑があり、幕府に対してリンカーン大統領の指示の関する十分な説明もしなかったため、幕府の信頼を失った。このため、1865年にアントン・ポートマンを代理公使とし、病気を理由に帰国した。

### 帰国後
1865年ニューヨークに戻り、ウィリアムズ大学において法学博士号を取得した。さらに、オールバニ国立商業信託銀行（National Commercial Bank and Trust of Albany）の頭取となり、またオールバニ法律学校の創立者の一人となった 。
1866年にはニューヨーク州知事選挙に副知事候補として立候補したが、落選した。
1882年2月26日、オールバニにおいて急死した。

## 参考
- Allaben, Frank. John Watts de Peyster. Frank Allaben Genealogical Company: New York, 1908. ISBN 1402144547
- Findling, John. Dictionary of American Diplomatic History. Greenwood Press: Westport, 1989. ISBN 0313260249
- Hutchins, S.C. Civil List and Forms of Government of the Colony State of New York. Weed, Parsons & Co.: Albany, 1870.
- Johnson, Rossiter and Brown, John Howard. The twentieth century biographical dictionary of notable Americans. The Biographical Society: Boston. 1904.
- Shavit, David. The United States in Asia: A Historical Dictionary. Greenwood Press: Westport. 1990. ISBN 031326788X
- Seward, Frederick W. Autobiography of William H. Seward, from 1801 to 1834. D. Appleton: New York. 1877.
- Stern, Philip Van Doren. When the Guns Roared: World Aspects of the American Civil War. Doubleday: New York, 1965.
- Treat, Payson Jackson. The Early Diplomatic Relations Between the United States and Japan, 1853-1865. The Johns Hopkins Press: Baltimore, 1917. ISBN 0548594767
- 萩原延壽著「遠い崖　アーネスト・サトウ日記抄」1巻および2巻 朝日新聞社。ISBN 978-4022615435、ISBN 978-4022615442
- 日米交流サイト　富士山艦と甲鉄軍艦・ストーンウォール（東艦）の購入

### その他参考図書
- American Council of Learned Societies. "Dictionary of American Biography". Charles Scribner's Sons: New York. 1959.
- Lee, Edwin B. "Robert H. Pruyn in Japan, 1862-1685". New York History 66 (1985) pp. 123-39.
- Robert H. Pruyn Papers, Albany Institute of History and Art, Albany, N.Y.
- "Friend's of Pruyn House web site "